# Łączna (powiat kłodzki)

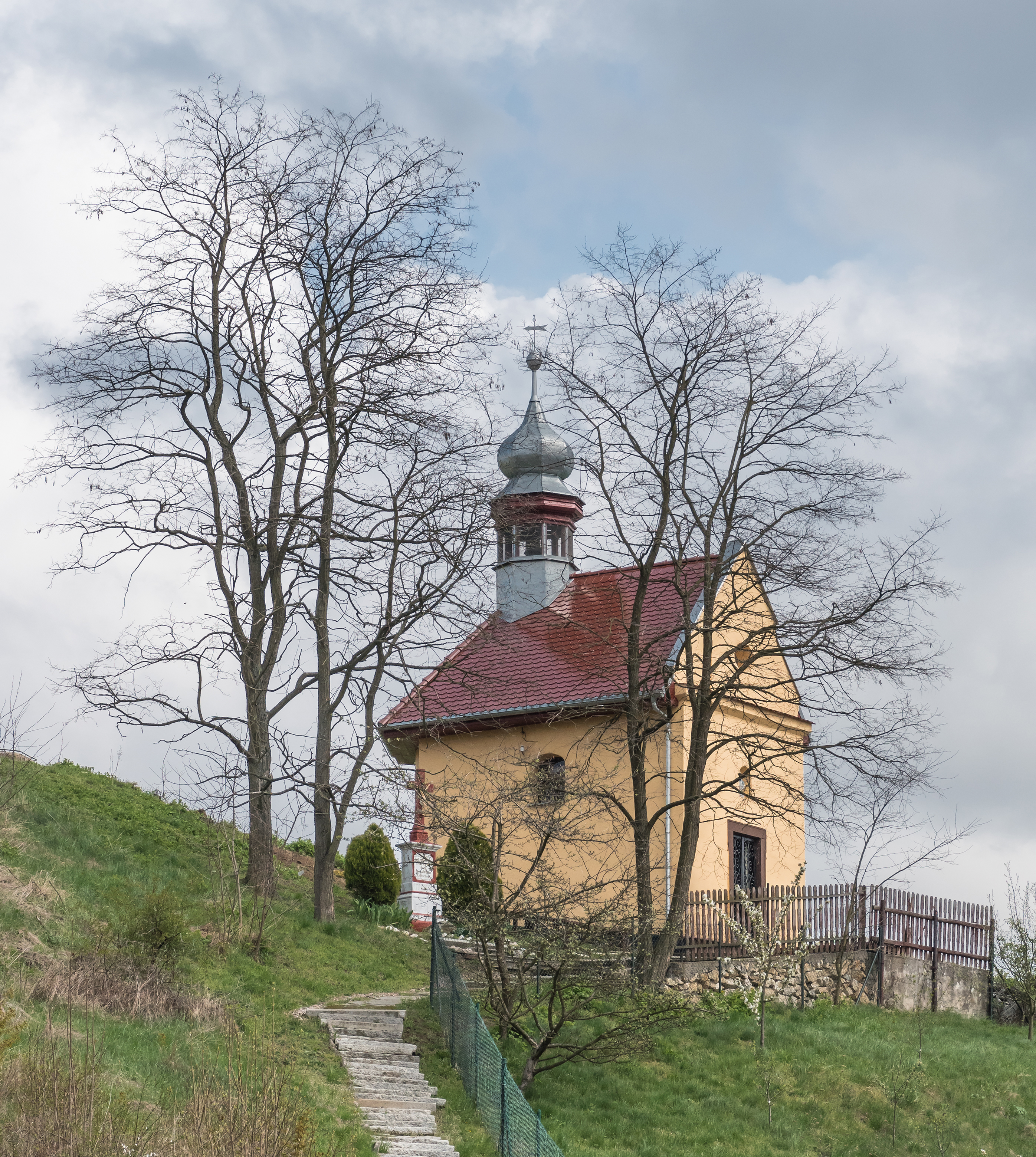
Kaplica św. Anny w Łącznej

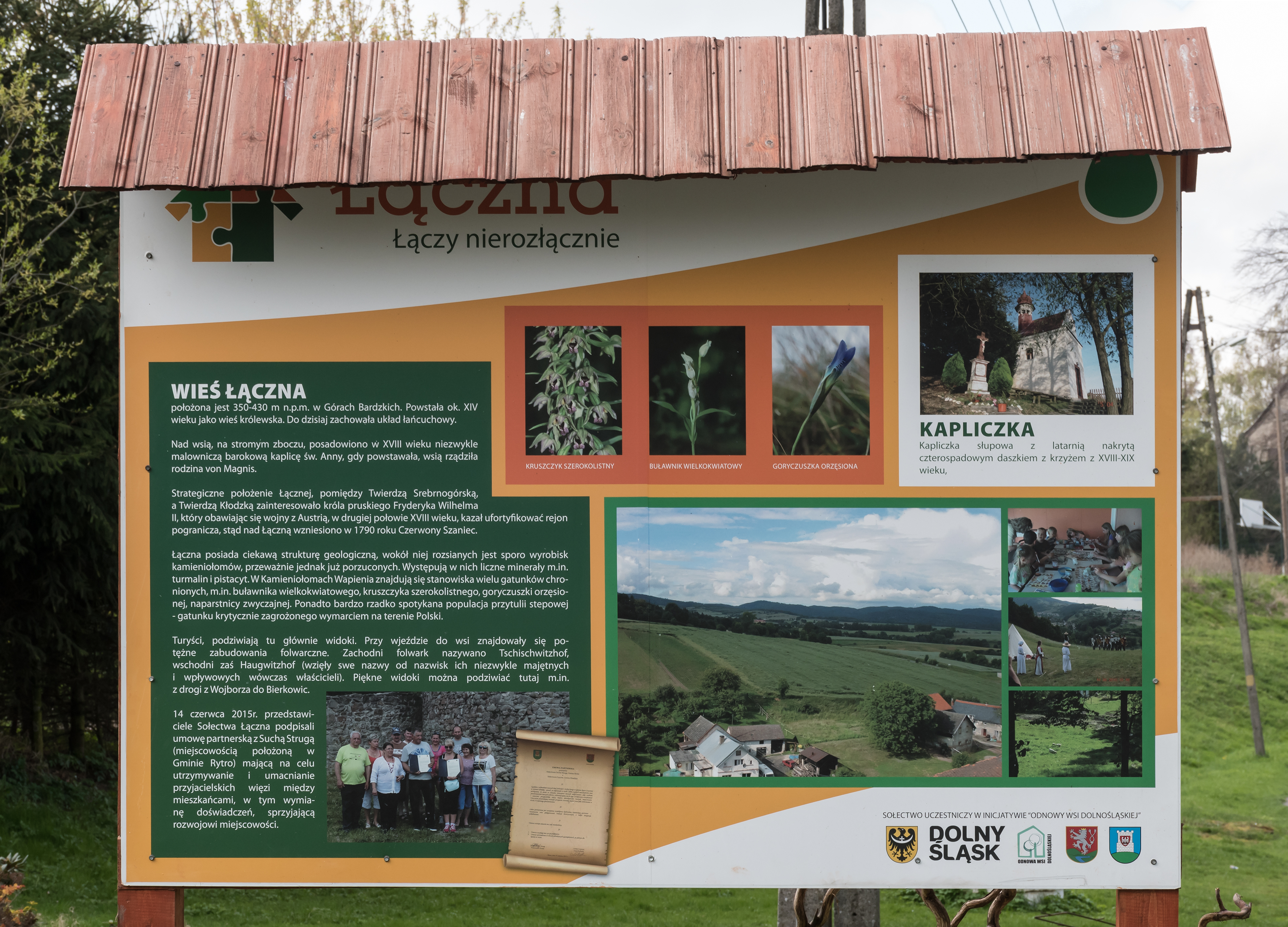
Tablica informacyjna

Łączna (niem. Wiesau) – wieś w Polsce położona w województwie dolnośląskim, w powiecie kłodzkim, w gminie Kłodzko.

## Położenie
Wieś o układzie łańcuchowym położona na północny zachód od Kłodzka, w Obniżeniu Łącznej, między Garbem Golińca od północnego południa i Grzbietem Zachodnim Gór Bardzkich od północnego wschodu. Zabudowa wsi składa się z pojedynczych budynków gospodarczo-mieszkalnych rozlokowanych po obu stronach lokalnej wiejskiej drogi i potoku na przestrzeni ponad 3 km, na wysokości około 350–430 m n.p.m. Przy wjeździe do wsi stoją okazałe zabudowania folwarczne. Nad wsią, na dość stromym zboczu Czerwoniaka stoi kaplica św. Anny z XVIII wieku. Wieś położona w malowniczym terenie z pięknymi widokami i ciekawą strukturę geologiczną, co sprawiło, że wokół okolicy jest wiele nieczynnych wyrobisk po działalności kamieniołomów.

## Podział administracyjny
W latach 1975–1998 miejscowość należała administracyjnie do województwa wałbrzyskiego.

## Historia
Pierwsze wzmianki o wsi w dokumentach pochodzą z XV wieku, opisują Łączną jako wieś królewską. W roku 1355 było tu wolne sędziostwo. W XVIII wieku wieś była posiadłością bogatej rodziny von Magnisów, będącej w posiadaniu wielu majątków w hrabstwie kłodzkim. Za panowania rodziny von Magnis zbudowano na zboczu góry Czerwoniak w XVIII wieku niezwykle malowniczą barokową kaplicę św. Anny. W drugiej połowie XVIII wieku Łączna znalazła się na drodze wojennej łączącej potężną twierdzę srebrnogórską z twierdzą kłodzką. Król Prus Fryderyk Wilhelm II, obawiając się wojny z Austrią, w celu ufortyfikowania rejonu pogranicza w 1790 roku kazał nad Łączną zbudować umocnienie fortyfikacyjne „Czerwony Szaniec”, które okazało się nieprzydatne i popadło w ruinę. W XIX wieś rozwinęła się, w 1840 roku były tu dwa folwarki: zachodni nazywany Tschischwitzhof i wschodni Haugwitzhof; majątki nazwy wzięły od nazwisk zamożnych i wpływowych wówczas właścicieli. Poza tym w Łącznej w tym okresie funkcjonowały: młyn wodny, dwie gorzelnie, kilka kamieniołomów i warsztaty lniarskie. Po 1945 roku Łączna pozostała wsią rolniczą, część mieszkańców znalazła zatrudnienie w pobliskich kamieniołomach i kopalniach. Pojedyncze gospodarstwa leżące po obu stronach Garbu Golińca wyludniły się i zostały rozebrane.

## Zabytki
Do wojewódzkiego rejestru zabytków wpisany jest obiekt:
- dwór (nr 67a), z pierwszej połowy XVIII w., przebudowany w pierwszej połowie XIX w.[6].

Inne zabytki:
- barokowa kaplica św. Anny w Łącznej z XVIII w., na zboczu góry Czerwoniak,
- kapliczka słupowa z latarnią nakrytą czterospadowym daszkiem z krzyżem z XVIII-XIX wieku, usytuowana przy polnej drodze w kierunku Wojborza,
- ruiny umocnienia fortyfikacyjne „Czerwony Szaniec”,
- zabudowania folwarczne na początku wsi.

## Ciekawostki
- Króla pruskiego Fryderyka Wilhelma II zainteresowało strategiczne położenie wsi i okolicy.
- W okolicy występują ciekawe minerały, jak turmalin i pistacyt. We wsi można natrafić na florę kopalną.